# 이동현 (1991년)
이동현(1991년 10월 17일 ~ )은 대한민국의 정치인이다.

## 학력
- 금호초등학교
- 대경중학교
- 장충고등학교
- 가톨릭대학교 행정학과 졸업

## 경력
- 2018년 1월 18일 ~ 현재 : 더불어민주당 서울시당 지역경제발전특별위원회 위원장
- 2018년 2월 26일 ~ 현재 : 서울특별시청 노동조합 정책자문위원
- 2018년 3월 2일 ~ 현재 : 청년창업가협회 서울지회 부회장
- 2018년 3월 11일 ~ 현재 : 더불어민주당 전국청년위원회 주거환경분과위원장
- 2018년 7월 1일 ~ 2022년 6월 30일: 제10대 서울특별시의회 의원

## 역대 선거 결과
|  | 52.29% |

|  | 44.01% |